# Radio Hekaphon
Radio Hekaphon war der erste Hörfunksender Österreichs. Es war ein auf private Initiative entstandener und von 1923 bis 1924 erfolgreich funktionierender Versuchssender zur Ausstrahlung eines gestalteten Sprach- und Musikprogrammes in Wien. Rechtlich galt er als Piratensender.

## Geschichte
Im Jahre 1923 bewarben sich zwölf Antragsteller bei der Auslobung um eine Rundfunkkonzession in Österreich, einer der Bewerber waren die Vereinigten Telephonfabriken AG Czeija, Nissl & Co. (lt. Literatur auch Vereinigte Telephon- und Telegraphenfabrik AG Czeija & Nissl) gemeinsam mit Johann Kremenetzky.
Ab 1. April 1923 begann Czeija, Nissl & Co., an dem Western Electric beteiligt war, von ihrem Firmensitz in der Dresdner Straße 75 im 20. Wiener Gemeindebezirk, unter Federführung des Technischen Leiters Oskar Koton, mit einem privaten Versuchssender und ohne Lizenz mit der Übertragung eines gemischten Programmes. Oskar Koton konstruierte nicht nur den Sender mit 100 Watt Leistung, sondern fungierte in Personalunion auch als sein Techniker, Ansager und bot selbst Musikstücke mit dem Klavier dar. Czeija, Nissl & Co. trat damit in direkte Konkurrenz zum Juristen Oskar Czeija (ein Sohn des Firmengründers Karl August Czeija), welcher sich bereits ab 1920 gemeinsam mit Kapsch um ein Rundfunkmonopol bemühte.
Der zuständigen Post- und Telegraphenverwaltung war das Vorgehen von Radio Hekaphon zu forsch, sie bezeichnete die Versuchssendungen als Grober Unfug. Durch die verwirrende Rechtslage kam man seitens der Bundesregierung erst nach neun Monaten zur Auffassung, dass der Betrieb des Senders illegal und daher einzustellen sei.
Oskar Koton wechselte mit dem Sender in die Währinger Straße 59 im 9. Bezirk, an einen in der Stadt zentraler gelegenen Aufstellungsort. Hier war eine zu diesem Zweck nutzbare Antenne einschließlich einer konzessionierten Sendeanlage vorhanden, die 1914 zur drahtlosen Übertragung von Telegrafiesignalen errichtet worden war. Es handelte sich um den 4. Stock eines Gebäudes der Wiener Bildungseinrichtung Technologisches Gewerbemuseum (TGM), das bereits seit Mai 1921 die Erlaubnis zum Betrieb eines Versuchssenders besaß. Nach einer feierlichen Einweihung am 1. Juli 1923 sendete die Station nun als Radio Hekaphon – Welle 600 (500 kHz, entspricht etwa dem Anfang des heutigen Mittelwellen-Bandes). Hekaphon war eine eingetragene Marke von Czeija & Nissl, die auch bei den von der Firma hergestellten Empfangsgeräten verwendet wurde.
Ein Höhepunkt der Tätigkeit des Senders war die Übertragung der Eröffnungsrede der Messe Wien im Herbst vom Bundespräsidenten Michael Hainisch – die erste Rundfunkansprache eines Bundespräsidenten des deutschsprachigen Raumes überhaupt. Künstler wie der Sänger Ernst Arnold vom Carltheater, Bert Silvings Radio-Quartett (bei Radio Wien dann als Künstlerkapelle Silving) oder der Burgtheater-Schauspieler Raoul Aslan sammelten bei Radio Hekaphon ihre ersten Rundfunkerfahrungen und konnten sie ab 1924 beim späteren Radio Wien einbringen.
Die Sendungen von Hekaphon wurden am 29. August 1924 eingestellt, nachdem am 19. Februar 1924 die Bewerbergruppe um Oskar Czeija, aus der die Radio Verkehrs AG (RAVAG) entstand, den Zuschlag für eine Sendekonzession erhielt und somit im 2. Halbjahr gleichen Jahres der Programmsender Radio Wien entstehen konnte. Unmittelbar nach Erteilung der Konzession an die RAVAG stellte Radio Hekaphon die Versuchssendungen vorübergehend ein und forderte die Konzessionsinhaber zur Übernahme des Senders auf. Da jedoch Czeija & Nissl dafür zugleich eine sehr hohe Geldsumme verlangte, lehnten die Konzessionsinhaber dies ab. Die RAVAG besaß jedoch nach Konzessionserteilung im Februar keinen eigenen Sender, so dass – nun mit Duldung der Bundesregierung und Telegrafenverwaltung – Radio Hekaphon ersucht wurde, die Sendungen fortzusetzen. Aber auch danach gab es bei der RAVAG keinen Sender mit zufriedenstellenden Ergebnissen, wodurch Oskar Kotons Sender bis 1. September 1924 noch für die Ausstrahlungen von Radio Wien genutzt wurde.

## Rezeption
Auf einer Regionaltagung des Internationalen Berufsverbandes von Elektrik- und Elektronikingineuren (IEEE) in Spanien ist in einem Vortrag zweier österreichischer Teilnehmer Radio Hekaphon als ein Piratensender betitelt worden.